# Реабилитация царской семьи
Реабилитация царской семьи — реабилитация бывшего императора Николая Второго и членов его семьи, расстрелянных большевиками после его отречения.

## Предыстория
В ночь с 16 на 17 июля 1918 года семья отрекшегося российского императора Николая II и несколько человек прислуги были расстреляны в Екатеринбурге во исполнение постановления исполкома Уральского областного Совета рабочих, крестьянских и солдатских депутатов.

### Останки семьи Николая II
Останки пяти членов императорской семьи, а также их слуг, были найдены в июле 1991 года и идентифицированы. 17 июля 1998 года останки членов императорской семьи были захоронены в Петропавловском соборе Санкт-Петербурга. В июле 2007 года были найдены останки царевича Алексея и великой княжны Марии.

## Вопрос о реабилитации
В декабре 2005 года в Генеральную прокуратуру РФ обратилась проживающая в Испании великая княгиня Мария Владимировна с просьбой признать членов царской семьи жертвами политических репрессий. По сообщениям СМИ, в качестве доказательства политического характера расстрела Романовых она «представила копию решения Уральского областного совета от 17 июля 1918 года, принявшего решение о расстреле». В феврале 2006 года Генеральная прокуратура РФ сообщила об отсутствии юридических оснований для реабилитации погибших, поскольку не обнаружила по факту расстрела Романовых «достоверных свидетельств существования каких-то официальных решений судебных или несудебных органов о применении к погибшим репрессии по политическим мотивам, как того требует действующее реабилитационное законодательство». По мнению Генпрокуратуры, расстрел был «умышленным убийством, пускай и имеющим политическую окраску, совершённым лицами, не наделёнными соответствующими судебными и административными полномочиями». После того как решение прокуратуры было обжаловано адвокатом Марии Романовой, в сентябре 2007 года Генеральная прокуратура повторно признала членов царской семьи не подлежащими реабилитации. Верховный суд РФ 8 ноября 2007 года признал решение прокуратуры законным, считая, что расстрел должен рассматриваться исключительно в рамках уголовного дела. По словам представителя прокуратуры, Николай II и члены его семьи не подлежат реабилитации, поскольку реабилитация означает освобождение от обвинений, тогда как члены царской семьи «ни в чём не обвинялись».
В июле 2008 года адвокат Марии Романовой Герман Лукьянов сообщил на встрече с журналистами, что сторона защиты главы Российского императорского дома опротестовала решение Верховного суда. «Нами была подана надзорная жалоба в президиум Верховного суда с просьбой о пересмотре решения», — сказал он.
1 октября 2008 года Президиум Верховного Суда РФ признал Николая II и его семью жертвами политических репрессий и реабилитировал их.
Как заявил адвокат Марии Романовой Герман Лукьянов:

Реабилитация, считает Великая княгиня, нужна современному государству, чтобы образ России во всём мире ассоциировался не с залитыми кровью подвалами, а с образом цивилизованного государства, которое отказалось от советского прошлого, осудило его.
Согласно заявлению судьи,

Президиум Верховного суда Российской Федерации постановил признать необоснованными репрессии и реабилитировать Романова Николая Александровича, Романову Александру Фёдоровну, Романову Ольгу Николаевну, Романову Татьяну Николаевну, Романову Марию Николаевну, Романову Анастасию Николаевну и Романова Алексея Николаевича.
По словам Германа Лукьянова, «тогда, при диктатуре пролетариата, согласно лозунгу, вся власть должна была перейти к Советам»; но «даже если Совет и не был наделён судебной властью, то точно был наделён административной. А согласно законодательству, репрессии — это меры принуждения со стороны государства, со стороны властей, которые наделяются административными полномочиями».
Согласно процессуальным нормам российского законодательства, решение Президиума Верховного Суда РФ окончательно и пересмотру (обжалованию) не подлежит. При этом было официально признано, что расстрел был осуществлён от имени государства, следовательно, не являлся уголовным преступлением. В связи с этим 15 января 2009 г. дело об убийстве царской семьи было закрыто. М. В. Романова стала добиваться отмены этого решения, и в августе 2010 года «судья Басманного районного суда Москвы постановил… признать постановление следователя от 15 января 2009 г. о прекращении уголовного дела необоснованным и обязать устранить допущенные нарушения». 25 ноября 2010 г. постановление следствия о прекращении данного уголовного дела было отменено заместителем председателя Следственного комитета. 14 января 2011 года Следственный комитет Российской Федерации вновь прекратил данное дело.
16 октября 2009 года Генеральная прокуратура Российской Федерации приняла решение о реабилитации 52 человек из окружения царской семьи, подвергшихся репрессиям после революции. В частности, были реабилитированы лейб-медик Боткин Е. С., повар Харитонов И. М., камердинер Трупп А. Е. и горничная Демидова А. С. В отношении 23 реабилитированных, чьи биографические данные точно известны, составлены справки о реабилитации.

## Реабилитация прочих членов царской семьи

### Михаил Александрович
В 2009 году Михаил Александрович и лица его окружения были реабилитированы решением Генеральной прокуратуры РФ.

### Алапаевские мученики
В июне 2009 года Генеральная прокуратура РФ приняла решение о реабилитации ещё шести членов семьи Романовых:
Романова Михаила Александровича, Романову Елизавету Фёдоровну, Романова Сергея Михайловича, Романова Иоанна Константиновича, Романова Константина Константиновича и Романова Игоря Константиновича, поскольку таковые «подверглись репрессии … по классовым и социальным признакам, без предъявления обвинения в совершении конкретного преступления…».
В соответствии со ст. 1 и пп. «в», «е» ст. 3 Закона Российской Федерации «О реабилитации жертв политических репрессий», Генеральной прокуратурой Российской Федерации принято решение реабилитировать и Палея Владимира Павловича, Яковлеву Варвару, Янышеву Екатерину Петровну, Ремеза Федора Семеновича (Михайловича), Калина Ивана, Круковского, доктора Гельмерсона и Джонсона Николая Николаевича (Брайана).
Вопрос о данной реабилитации, в отличие от первого дела, был решен фактически за несколько месяцев, на этапе обращения в Генпрокуратуру РФ великой княгини Марии Владимировны, судебных разбирательств не потребовалось, так как органы прокуратуры в ходе проверки выявили все признаки политических репрессий.

### Реабилитация великих князей
В 1996 году представители Санкт-Петербургского общества «Мемориал» обратились в прокуратуру Петербурга с письмом: «В соответствии со ст. 6 Закона о реабилитации просим реабилитировать репрессированных по политическим мотивам (расстреляны в январе 1919 года в Петропавловской крепости) Великих князей: Романова Георгия Михайловича, Романова Николая Михайловича, Романова Дмитрия Константиновича и Романова Павла Александровича».
Реабилитированы постановлением Генеральной прокуратуры Российской Федерации 9 июня 1999 года федеральным законом «О реабилитации жертв политических репрессий» — первыми из убитых Романовых, раньше царской семьи и алапаевских жертв. «Заключение по материалам уголовного дела арх. № 13-1100-97» гласило, что на Романовых Николая Михайловича, Дмитрия Константиновича, Георгия Михайловича и Павла Александровича распространяется действие ст.ст. 1,3 п. «б» Закона Российской Федерации «О реабилитации жертв политических репрессий». Справки о реабилитации выданы Лукьянову Г. Ю., представляющему по доверенности ЕИВ Великую княгиню Леониду Георгиевну Романову.